# Јагода (род)
Јагода (лат. Fragaria) је род скривеносеменица из породице ружа (Rosaceae) с десетак врста, од које су готово све распрострањене у северном умереном појасу, а само једна у Чилеу. Доњи листови биљака су сложени, састављени од 3 лиске. Цветови поседују беле круничне листиће. Плод је збирни (јагода) - у „меснатој” и разраслој цветној ложи налазе се бројне орашице.

## Врсте
- Шумска јагода[2]
- Зелена јагода[2]
- Нилгеријска јагода[2]
- Далтонијска јагода[2]
- Нубиколска јагода[2]
- Муопенијска јагода[2]
- Оријентална јагода[2]
- Јагода китињача (лат. Fragaria moschata Dush.)[2]
- Вирџинијска јагода[2]
- Јагода[2]
- Чилеанска јагода[2]
- Сталнорађајућа јагода[2]

### Сорте
Светска помолошка наука је досад регистровала око 20.000 сорти јагоде, различитих привредно-биолошких особина. Отуда је и сортимент јагоде у свету, па и код нас, врло динамичан, тако да се брже мења него у других воћних врста. Ова брза промена, углавном, долази због њеног кратког века и сталног стварања нових сорти, које поседују неку бољу особину.
Од око педесетак сорти јагоде, које се сада гаје у нашој земљи, на основу њиховог проучавања, препоручујемо за гајење као најбоље следеће, сврстане по времену сазревања

##### Врло ране сорте
Зенга прекоса (Senga Precosa) - Произведена је 1960. год. у Хамбургу (Немачка), укрштањем сорти 1265 x Regina. Представља за сад најранију јагоду у свету, која почиње да зри у првој половини маја (5-8. мај) и зрење јој се протеже до почетка јуна, на око три и по недеље.
Плод је просечне масе 8 грама, облика округласто-срцастог, а боје ватреноцрвене. Месо плода је получврсто, сочно и врло фино, слатког укуса и веома ароматично.
Бокор је средње бујан и прилично разгранат. Цвета рано и прилично је отпоран према мразу. Осредње родности. У другој години даје приносе 9 000-10 000кг по хектару.
Чачанска рана - Произведена је у Институту за воћарство у Чачку 1968. год. укрштањем сорти Surprise des Halles x45/7. Селекционари су проф. др Арсен Станчевић и др Петар Мишић. Плод је крупан, просечне масе 12,5 грама, Чији је облик коничан, а боја ватреноцрвена и наоко веома лепа. Месо је чврсто и без шупљине, боје црвене, укуса слатко-накиселог и веома ароматично.

##### Ране сорте
Чачанска крупна - Ова сорта је створена у Институту за воћарство у Чачку исте године и од истих родитељских сорти као и чачанска рана. Селекционари су проф. др Арсен Станчић и др Петар Мишић. Сазрева 3-4 дана после чачанске ране.
Плод је крупан(преко 15 грама)униформно затупастог облика и боје интензивно црвене.
Покаонтас (Pocahontas) - Пореклом из Америке. Произведена 1955. год. Сазрева дан-два после чачанске крупне.
Плод је средње крупан, просечне масе 10 g, чији је облик округласто-коничан, а боје изразито црвене. Месо је прилично чврсто, сочно и слатко-накисело, без неке нарочите ароме.

#### Средње ране сорте
Зенга гигана (Senga Gigana) - Немачка сорта произведена 1955. године у Хамбургу, одакле је после раширена у све европске земље. Почиње да зри дан-два после покаонтаса и зрење јој се протеже до средине јуна.
Плод је крупан, просечне масе 25гр, облика издуженокупастог, а боје светлоцрвене и врло атрактивне. Чашични листићи су врло велики, карактеристични за ову сорту. Месо је чврсто, сочно и фино, боје црвенкасте. Добро подноси транспорт.
Горела - Пореклом из Холандије. Почиње да зри 2-3 дана после зенге гигане. Плод је крупан, масе просечне 14гр, чији је облик затупастоконичан, боје рубинцрвене и подједнако обојен по целој површини. Транспорт добро подноси, а такође и дубоко замрзавање.
Хуми гранде (Hummi Grande)  - Пореклом из Немачке, изузетне крупноће, по чему је и највише позната. Плод је врло крупан, просечне масе 36гр, а поједини плодови достижу тежину и до 65гр. Облика је торбастог, слично плоду мадам мутоа. Боје је са сунчане стране светлоцрвене, док је с доње стране ружичасте до бледоцрвене, што јој делом смањује привлачност. Плодови јој прилично труле.
Белруби (Belruby) - Америчка сорта и у последње време се много шири. Сазрева скоро истовремена са хуми грандеом.
Плод је крупан до врло крупан, масе просечне 15 g, облика издужено-купастог, а боје тамноцрвене. Семе је поравнато са површином плода.
Бокор је средње бујан и довољно разгранат. Отпоран је на сушу. Рађа обилно, до 15 000 kg по хектару.

##### Средње позне сорте
Зенга тигајга - Новија је сорта, немачког порекла, чије се гајење у последње време нагло шири. Сазрева 2-3 дана после гореле. Плод је крупан, просечне масе 14гр, облика коничног, а боје интензивно црвене. Месо је чврсто, сочно и фино и пријатне ароме. Бокор је средње бујан и разгранат. Прилично је отпоран према болести пегавости лишћа. Рађа обилно, од 14.000 кг по хектару.
Ред гаунтлет (Red Gauntlet) Пореклом је из Енглеске, а произведена је 1946. год. одакле је раширена у многе воћарске земље. Сазрева скоро истовремено са зенгом тигајгом. Плод је средње крупан до крупан, просечне масе 13гр, округласто-коничног облика и боје изразито црвене. Бокор је средње бујан, разгранат и прилично отпоран на мраз, сушу и према болести пегавости лишћа. Врло је родна јагода. Даје приносе од 15.000 kg по хектару.

##### Јако касне сорте
Адриа
Веденсвил 8 (Wädenswill 8)  - Пореклом је из Швајцарске. Почиње да зри 2-3 дана после зенге зенгане.
Плод је крупан до врло крупан, просечне масе 15гр и боје јасноцрвене и уједначене по целој површини. Одлична је стона сорта јагоде. Погодна и за дубоко замрзавање.
Тардива ди ромања (Tardiva di Romagnia)  - Новија је италијанска сорта, чије се гајење у последње време нагло шири. Плод је крупан, просечне масе 14гр, облика коничног, а боје интензивно црвене. Бокор је средње разгранат и довољно отпоран на сушу, мраз и болести пегавости. Врло је родна јагода.
Веспер - Америчка је сорта. Сазрева скоро истовремено са тардивом ди ромањом, или два-три дана после ње. Због тамне боје и ова сорта се користи као бојадисер за друге сорте јагоде.

##### Индустријске сорте
Сyриа

#### Сталнорађајуће (ремонтантн) сорте
- Гем[2]
- Албион (Albion)[2]
- Диаманте (Diamante)[2]
- Ирма[2]
- Мара де боис (Mara de Bois)[2]
- Сискејп (Seescape)[2]
- Селва (Selva)[2]
- Ред рик (Red Rick)[2]
- Санс ривал (Sans Rivale of Charpon)[2]
- Хуми Генто (Hummi Gento)[2]

## Сађење јагоде
Од времена и начина сађења, као и од припреме живица за сађење у великој мери зависи пријем, а касније и рентабилност гајења јагоде. Зато овим мерама треба посветити пуну пажњу, како би успех у гајењу ове воћне врсте био што бољи.

### Време сађења јагоде
У нашим условима јагода се може садити у сва четири годишња доба, почев од друге половине лета (у јулу и августу), па затим у јесен, преко зиме(када временске прилике дозволе) и рано с пролећа.

#### Летње сађење
Обавља се тамо где је омогућено наводњавање и уколико се за тај период обезбеђени живићи.Јагоде засађене средином јула даће следеће године висок принос - 9 000-12 000 кг по хектару, у зависности од сорте и начина гајења.
У августу ће, у поређењу са јулском садњом, принос бити мањи за 5.000-6.000 kg по хектару.

#### Јесење сађење
Обавља се од септембра па све до новембра. Уколико се раније обави утолико ће јагоде у наредној години дати већи принос и обрнуто.

#### Пролећно сађење
Ово сађење се обавља само кад се оно није могло извршити у јесен. Треба настојати да се оно обави с пролећа што раније, по могућству још крајем фебруара или почетком марта, јер раније посађени живићи мање болују, брже се примају, боље развијају и раније почињу да образују живице.

### Припрема живића за сађење
Живићи јагоде се најбоље примају ако се по вађењу одмах засаде на стално место. Уколико је временски размак између времена вађења и сађења већи, утолико је и пријем живића слабији.
Ако су живићи у транспорту дуже време провели, онда их по приспећу, треба одмах распаковати, жиле им потопити у воду да стоје бар 2-3 сата, па их тек онда засадити.
За сађење треба користити само аутентичне сорте и гарантовано здраве живице, с добро развијеним кореновим системом, с најмање 3-5 развијених листова.

### Начини сађења јагоде
Сађење јагоде на стално место се може обављати на три начина:
- у редове
- у дворедне пантљике
- у леје

#### Сађење у редове
Сађење у редове ја најпогоднији начин, нарочито за велике површине, јер најбоље омогућује механизовану обраду земљишта и заштиту јагоде од болести и штеточина. Размак између редова се креће од 60 до 80cm, а у реду од 15 до 40cm.

#### Сађење у дворедне пантљике
Сађење у дворедне пантљике се врши удвајањем редова, чиме се добијају пантљике. Растојање између редова је мало, а између пантљика знатно веће. Размак између редова се обично креће између 40-60cm, а између пантљика 80 до 100 cm.

#### Сађење у леје
Сађење у леје се примењује само у двориштима и баштама, где се не располаже већом површином земљишта. За ту сврху се праве леје широке 120-150cm, а дужине према потреби.

### Техника сађења јагоде
Јагода се може садити ручно и помоћу машине. Ручно сађење се више примењује у пракси и даје боље резултате, али је зато скупље. Машинско сађење се обавља само кад се подижу јагодњаци на већој површини, ради уштеде у радној снази, а примењује се само на равном земљишту.

## Нега јагода

### Нега јагода после засађивања
Нега јагода почиње одмах по њеном засађивању. Наиме, чим се обави сађење и земља мало просуши од заливања или кише, земљиште око јагода плитко окопати, да би се угажена земља растресла.

### Нега јагоде у роду
Нега јагоде у току рађања почиње рано с пролећа и траје све док су оне продуктивне, односно 3-4, или чак 5 година. У том периоду у јагодњаку треба примењивати следеће агромере: прашење земљишта, допунско ђубрење, закидање лозица(столона), наводњавање и, евентуално, заштиту јагоде у свету од позних пролећних мразева као и заштиту биљних болести и штеточина.

### Заштита јагоде од болести и штеточина
Јагоду напада велики број болести и штеточина које, уколико се благовремено и систематски не сузбијају, могу да причине осетне штете овој култури, како у смањењу приноса, тако и у погоршању квалитета плодова.
Да би се сузбиле најчешће и најопасније болести и штеточине јагоде, треба обављати следећа прскања:
- Прскање пред цветање
- Прскање у доба цветања
- Прскање пре почетка зрења плодова јагоде
- Прскање по завршетку свих берби плодова

## Гајење јагоде на црној фолији
Гајење јагоде на црној фолији у односу на класични начин има више преимућстава, које се огледају у следећим:црна фолика повољније утиче на температурни и водни режим земљишта, јер му повећава топлоту и влажност и смањује колебања;спречава растење корова, јер не пропушта светлост, повећава принос јагоде 20-30%;спречава труљење плодова, јер не леже на земљи;омогућава бербу јагоду сат-два после кише или заливања и на крају, убрзава зрење плодова за 3 до 4 дана.

### Фолије за застирање земљишта
Постоје неколико дебљина црне фолије којом се земљиште застире за гајење јагода. Дебљина се креће од 0,03 па до 0,2 милиметара.

### Припрема земљишта за застирање фолијом
Земљиште за гајење јагоде на црној фолији треба да је равно или мало нагнуто-највише до 3%, затим да је довољно дубоко и растресито и да је без шљунка и коровских биљака, да се не би касније цепала фолија.
Пошто јагода на фолији треба да остане најмање три године, земљиште ваља претходно добро пођубрити, по могућству 20 000-30 000 кг/ха добро згорелим стајњаком и са 600-800кг/ха комплексним минералним ђубривом НПК.
По обављеном ђубрењу приступа се орању, односно риљању земљишта и то на дубини од 30 до 40 cm.

### Простирање фолије
Само застирање фолије се врши на следећи начин:прво се измери ширина леје која треба да буде 30-40cm ужа од ширине фолија. Наиме, ако је фолија широка 120cm, леја треба да буде широка 90-120cm. Да би се фолија причврстила за земљу, да је ветар не би померао, треба јој са сваке стране, и по дужини и по ширини, рубове по 10cm затрпати земљом.
На већим парцелама постављање фолије се врши специјалном једноставном направом, која се може прикључити на трактор.

### Сађење и гајење јагоде на фолији
Сађење јагоде на фолији се обавља од средине јула па све до краја септембра, у зависности од обезбеђености живићима и могућности припреме земљишта.
Сађење се врши садиљкама у претходно избушене рупе на фолији у које се стављају живићи, после чега се земља садиљком сабије у живић, тако да се при лаком вучењу са два прста живић не може ишчупати.
Нега јагоде на црној фолији састоји се у прихрањивању преко лишћа(фолијарно ђубрење), у заштити болести и штеточина, у закидању лозица ради спречавања развића живића, као и у заливању.

## Берба, паковање и транспорт јагоде

### Берба јагоде
Јагоде сазревају постепено, због чега се берба обавља у више наврата и протеже на две, три па чак и четири недеље. За брзу потрошњу(за потребе домаћинства и изношење на ближе пијаце) јагоде се беру потпуно зреле. Исто тако јагоде намењене преради треба брати потпуно зреле, али не и презреле. Ако ће се, пак, слати на удаљена тржишта, беру се дан два пре потпуне зрелости, како би на тржиште доспеле у добром стању.

### Паковање јагоде
Јагода се класира и пакује још приликом бербе. Берба, односно паковање јагода се врши у посебну амбалажу, која треба да је мале запремине и тежине и да је уз то јефтина и погодна за руковање и транспорт.

### Превоз јагоде
Јагоде се могу превозити разним превозним средствима. Која ће се користити зависи пре свега од количине плодова и удаљености места опредељења, а затим и од средства којима се располаже.

## Квалитетни степени плодова јагоде
Све сорте јагоде разврставају се по квалитету плодова у четири групе: екстра квалитет,I квалитет,II квалитет и III квалитет  .